# أنتوني دا كوستا
أنتوني دا كوستا (بالإنجليزية: Anthony da Costa)‏ هو مغن مؤلف أمريكي، ولد في 1991 في ذا برونكس في الولايات المتحدة.

## وصلات خارجية
- الموقع الرسمي
- أنتوني دا كوستا على موقع ميوزك برينز (الإنجليزية)
- أنتوني دا كوستا على موقع ديسكوغز (الإنجليزية)